# Fagonia orientalis
Fagonia orientalis là một loài thực vật có hoa trong họ Zygophyllaceae. Loài này được C.Presl miêu tả khoa học đầu tiên năm 1822.